# Wilhelm-Raabe-Preis
Der Wilhelm Raabe-Preis war ein Literaturpreis, der 1933 in der Ära des Nationalsozialismus als Volkspreis für deutsche Dichtung zur Stärkung des deutsch-völkischen Schrifttums in Erinnerung an Wilhelm Raabe geschaffen wurde. Der Preis wurde 1933 bis 1990 von der Stadt Braunschweig vergeben und erfuhr mehrfache Umbenennungen.
Seit 1954 wurde der Preis alle drei Jahre (vorher jährlich) an einen Schriftsteller verliehen und war mit 5.000 DM (seit 1978 10.000 DM) dotiert.
Im Jahr 2000 stiftete die Stadt Braunschweig in Kooperation mit dem DeutschlandRadio eine neue Auszeichnung als Wilhelm Raabe-Literaturpreis.

## Preisträger

### Wilhelm Raabe-Volkspreis
- 1932 Ernst Wiechert für Die Magd des Jürgen Doskocil[2]

### Volkspreis für deutsche Dichtung / Raabe-Preis
- 1933 Gustav Frenssen für Meino der Prahler
- 1934 Karl Friedrich Kurz für Tyra, die Märcheninsel
- 1935 Anton Dörfler für Der tausendjährige Krug

### Volkspreis für deutsche Dichtung / Raabe-Preis und Dichterpreis der Stadt Braunschweig
- 1936 Hans Künkel für Schicksal und Liebe des Niklas von Cues
- 1937 Heinrich Eckmann für Der Stein im Acker
- 1938 Ottfried Graf von Finckenstein für Die Mutter

### Volkspreis der deutschen Gemeinden und Gemeindeverbände für deutsche Dichtung
(neue zusammenfassende Bezeichnung für den Doppel-Preis)
- 1939 Joseph Georg Oberkofler für Der Bannwald, Friedrich Griese für Die Wagenburg
- 1940 Ulrich Sander für Mann vom See, Hans Venatier für Vogt Barthold
- 1941 Berchtold Gierer (d. i. Walter Scheidt) für Geschlechter am See, Karl Götz für Die große Heimkehr

### Volkspreis der deutschen Gemeinden
- 1942 Werner Jansen für Die Insel Heldentum, Kurt Kluge für Die Zaubergeige
- 1943 Kleo Pleyer für Volk im Feld, Ell Wendt für Die stolze Nymphe

### Wilhelm Raabe-Preis der Stadt Braunschweig
- 1944 Ricarda Huch für das Gesamtwerk

Der Preis wurde in den Jahren 1945 und 1946 nicht verliehen.
- 1947 Fritz von Unruh für das Gesamtwerk
- 1948 Werner Bergengruen für das Gesamtwerk
- 1949 Ina Seidel für das Gesamtwerk
- 1950 Hermann Hesse für das Gesamtwerk
- 1954 Max Frisch für Stiller
- 1957 Friedrich Georg Jünger für Die beiden Schwestern
- 1960 Gerd Gaiser für Schlußball
- 1963 Hans Erich Nossack
- 1966 Heimito von Doderer für Die Wasserfälle von Slunj

1969 nicht vergeben
- 1972 Walter Kempowski für Tadellöser & Wolff
- 1975 Uwe Johnson für Jahrestage
- 1978 Horst Bienek für Die erste Polka, Septemberlicht
- 1981 Hermann Lenz für Der innere Bezirk
- 1984 Alois Brandstetter für Altenehrung
- 1987 Siegfried Lenz für Exerzierplatz und das Gesamtwerk
- 1990 Gerhard Köpf für Eulensehen